# Valvignères
Valvignères é uma comuna francesa na região administrativa de Auvérnia-Ródano-Alpes, no departamento de Ardèche. Estende-se por uma área de 29,78 km². Em 2010 a comuna tinha 460 habitantes (densidade: 15,4 hab./km²).